# S:t Staffans församling
Sankt Staffans församling är en församling i Torna och Bara kontrakt i Lunds stift. Församlingen ligger i Staffanstorps kommun i Skåne län och utgör ett eget pastorat.

## Administrativ historik
Församlingen bildades år 2000 genom sammanläggning av de tidigare församlingarna Esarp, Bjällerup, Kyrkheddinge och Staffanstorp och utgör sedan dess ett eget pastorat.

## Kyrkor
- Bjällerups kyrka
- Brågarps kyrka
- Esarps kyrka
- Kyrkheddinge kyrka
- Nevishögs kyrka